# Oosfera
Oosfera é o gâmeta feminino das plantas e algas. Está presente em todas as fases de evolução do reino Plantae (Briófitas, Pteridófitas, Gimnosperma e Angiosperma). Pode ser fecundada pelo núcleo espermático do pólen dando origem ao zigoto.